# Leontopithecus chrysomelas
Leontopithecus chrysomelas là một loài động vật có vú trong họ Cebidae, bộ Linh trưởng. Loài này được Kuhl mô tả năm 1820.

## Hình ảnh

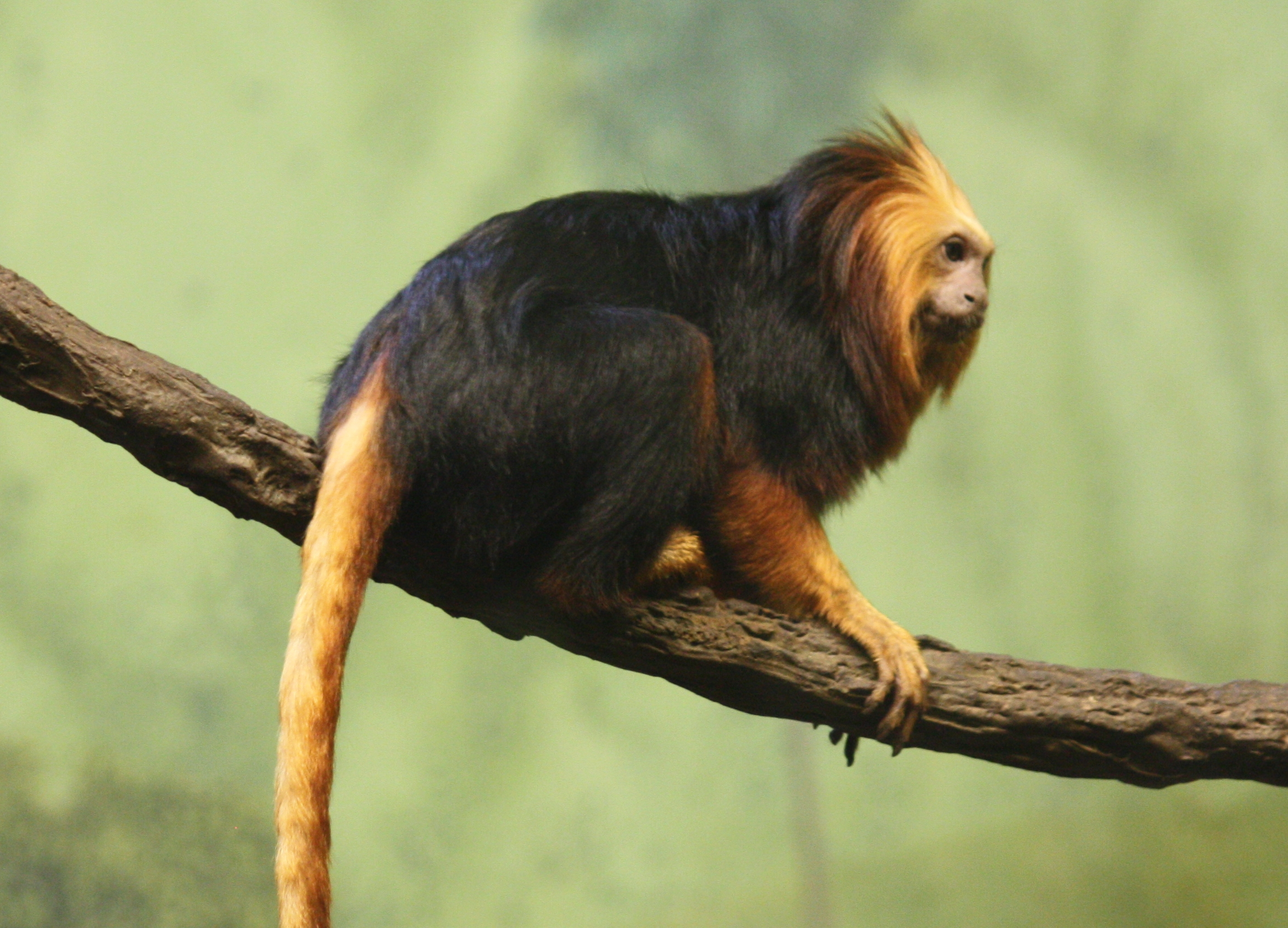
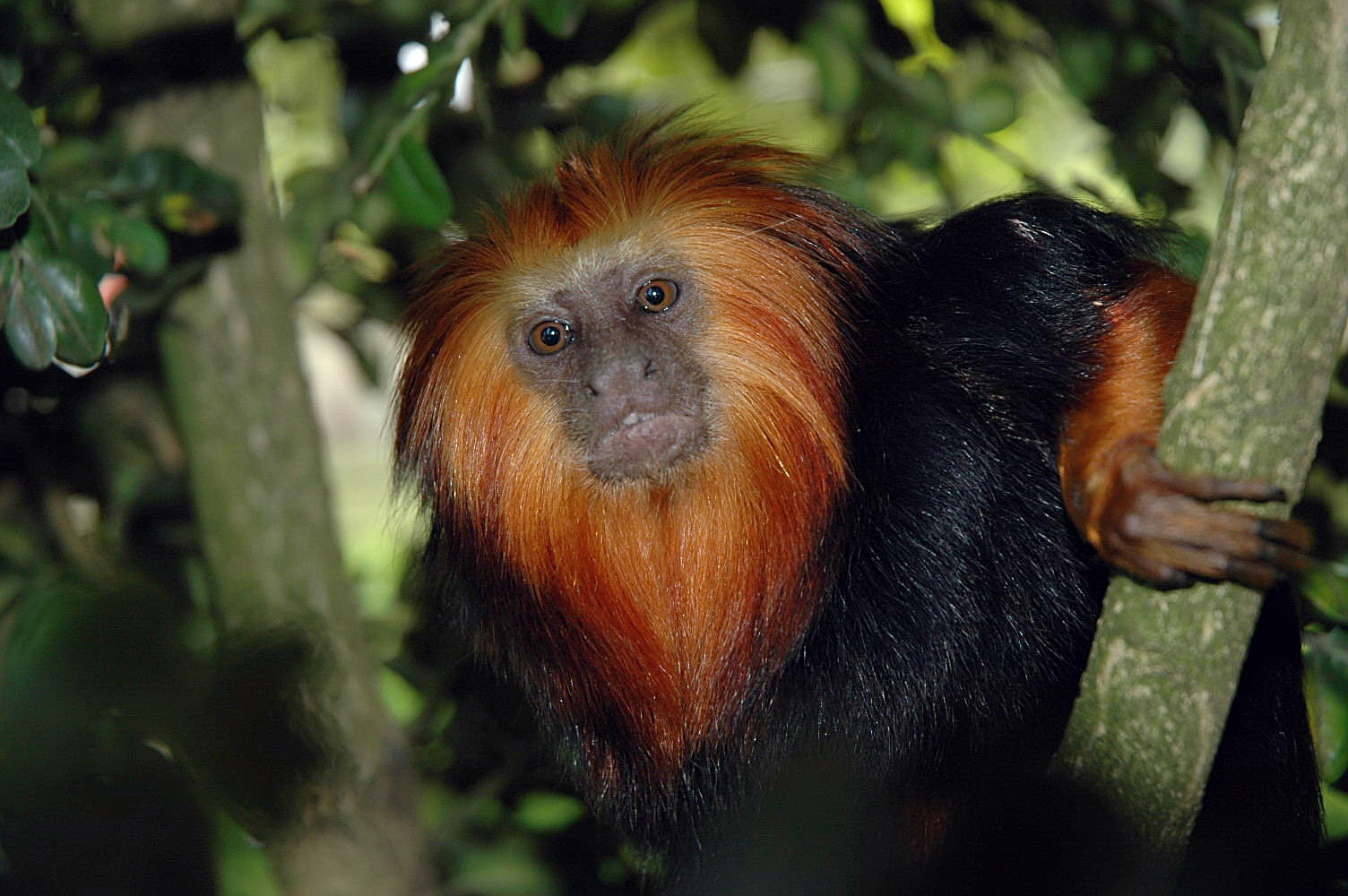
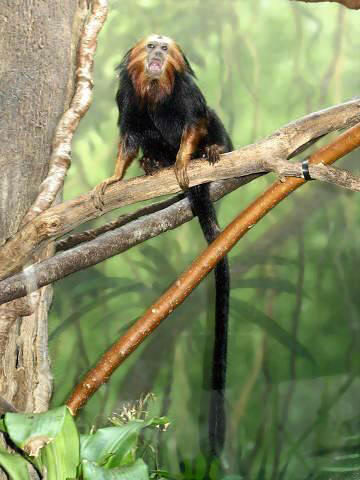
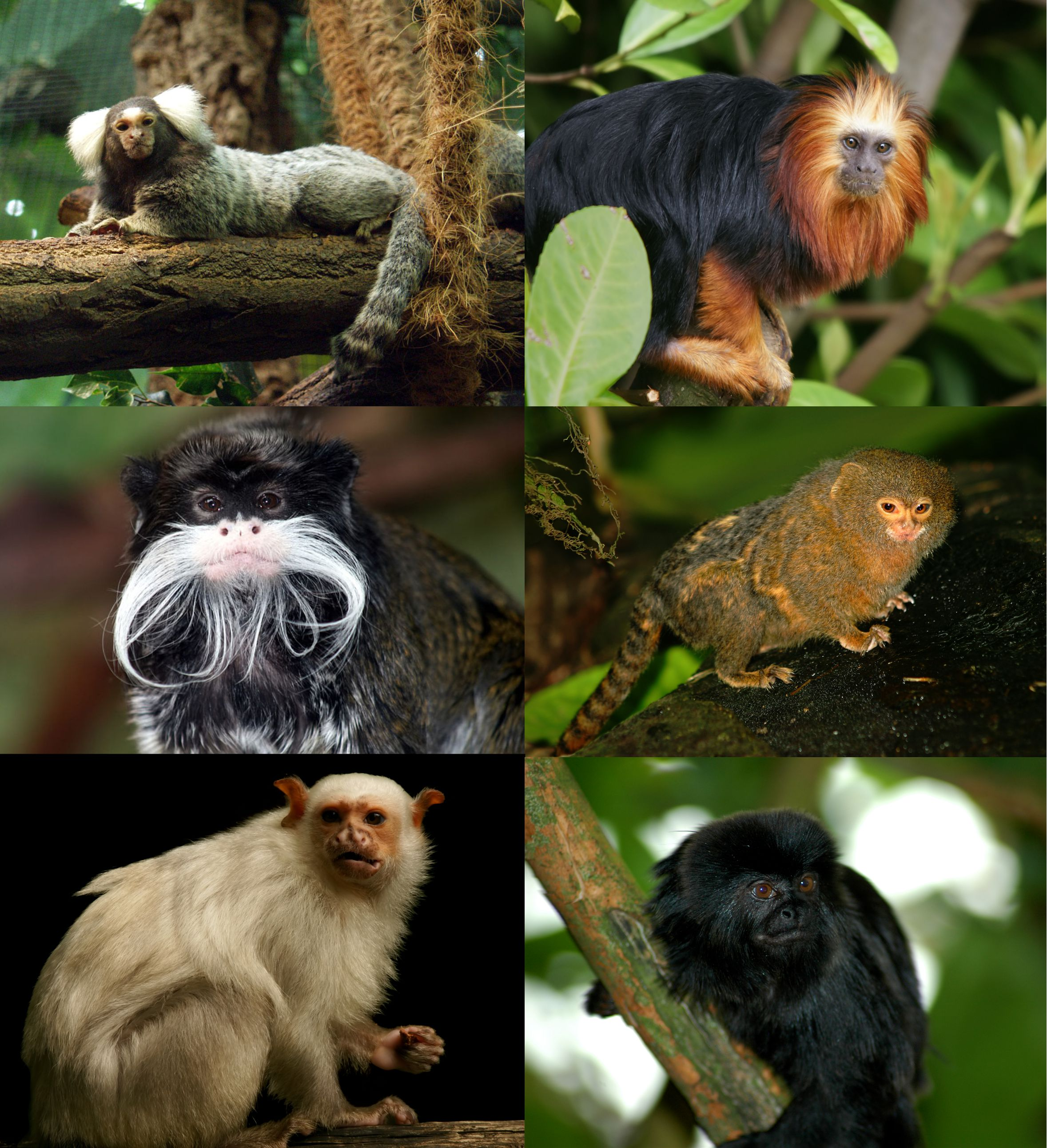